# Lisa Jeschke

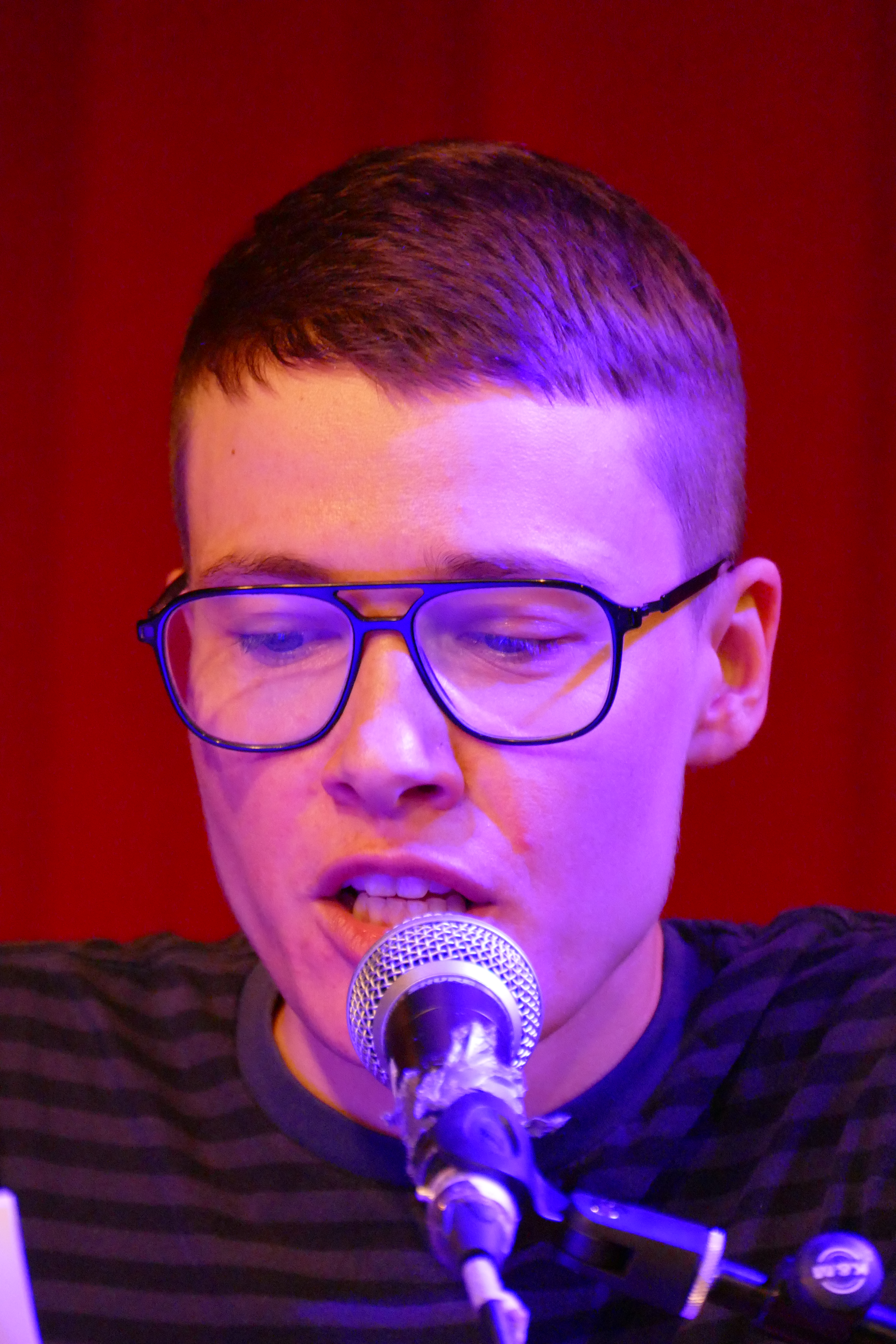
Lisa Jeschke 2022 bei einer Lesung der Lesereihe "Kooperationen" in München

Lisa Jeschke (* 13. Mai 1985 in München) ist eine deutsche Lyrikerin, Theater-Performerin und Mitherausgeberin der Chapbook-Reihe Materials/Materialien (London/München).

## Werdegang
An der University of Cambridge erwachte Jeschkes Interesse für Performances, anschließend für Lyrik. Sie machte dort ihren Bachelor und promovierte 2017 in britischer Literaturwissenschaft zum Thema Theatricality and J. H. Prynne's Work.
Im Folgejahr erschien ihr Lyrikband The Anthology of Poems by Drunk Women, zunächst in englischer Sprache.
Seit 2016 lebt Jeschke wieder in München. Seit 2020 arbeitet sie in Teilzeit am Lyrik Kabinett als wissenschaftliche Assistentin und ist zuständig für Projekte und Publikationen. Sie übersetzt aus dem Englischen, schreibt für Magazine, gibt Lesungen und Performances.

## Lyrik
Für Jeschke bietet Lyrik einen „politischen und ästhetischen Freiheitsraum“. Die Themen ihrer Arbeiten sind vielfältig und heterogen. Schwerpunkte sind beispielsweise: Kunst und Arbeit, Marxismus, Feminismus, Gender-Abolitionismus, Slogans und übertriebene Sprache, getackerte Pamphlete, A4-Dokumente sowie schwierige oder billige Lyrik.
Jeschke ist in der Münchner Literaturszene aktiv. 2019 wirkte sie beispielsweise an der Münchner Lesereihe LIX mit, für gegenwärtige Texte, Lyrik, Prosa, Theatertext, genre- und medienübergreifend. Ebenfalls beim Münchner Dichter-Projekt „Kooperationen“ nahm Jeschke bereits mehrmals teil.

### Arbeitsweise
Für ihren Schreibprozess ist es gut, einen Adressaten und Kontext zu haben, an den sich das Geschriebene richtet. Vorbilder oder Traditionen beeinflussen sie weniger. Vielmehr ist der Austausch mit anderen Autoren für Jeschke ein wichtiger Bestandteil ihrer Arbeit.
Jeschke beschreibt Sprache als Material, auf das sie mit Abstand blicken und sich daraus bedienen kann. Diese Elemente setzt sie neu und quer zusammen. „Da lässt sich sprachlich so eng denken, wie das in normalen Prosasätzen gar nicht möglich ist“, beschreibt sie. Wenn eines ihrer Gedichte aufhört, bedeutet es nicht automatisch, dass es abgeschlossen ist.

„Sorgen muss sich wirklich keiner machen, wenn er nicht alles versteht. Denn irgendwas bleibt ja.“

### „Die Anthologie der Gedichte betrunkener Frauen“

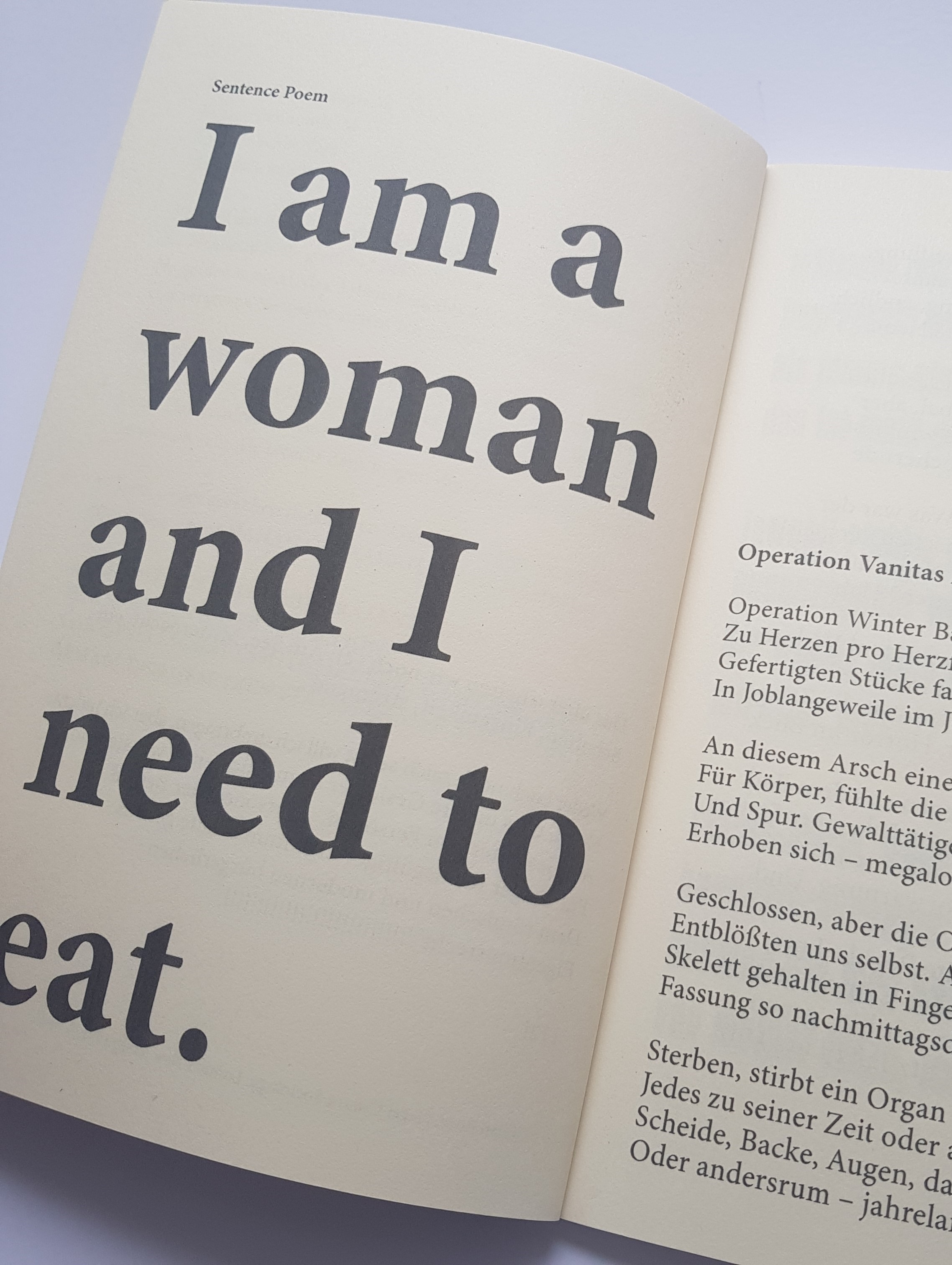
Die Anthologie der Gedichte betrunkener Frauen Seiten 8+9

2018 erschien ihr Lyrikband The Anthology of Poems by Drunk Women im Englischen. Im Folgejahr veröffentlichte die Autorin eine ins Deutsche übersetzte und erweiterte Fassung unter dem Titel Die Anthologie der Gedichte betrunkener Frauen, der Beachtung fand. Das Buch ist ihr Zeugnis des Zeitraums von 2014 bis 2019. Bei der Gestaltung des Buchs wird eine einheitliche Darstellung von Schriftgröße und Layout durchbrochen.

### Rezensionen
Jeschke wird beschrieben als bescheiden, verletzlich und laut. Der Schreibstil ist selbst-reflektiert. Ihre Zeilen seien autonom, ebenso böse wie lustig. Unter der scheinbaren Absurdität ist immer ein fundiertes Hintergrundwissen zu spüren. Ihr Name könnte eine Beschreibung für alles werden, was gleichzeitig provokativ und hintersinnig ist. Jeschkes Verse zielen nicht auf Transzendenz ab, sondern vielmehr auf ein Erschaudern und nervöses Kichern. Die Texte inspirieren Rezensenten zu Wortkreationen wie Dichtungs-Blablas, Kritik-Gesänge, Fuck-Ups, Wutbrüller, trunkene Glücks-Exzesse.
Die Sprache ist derart vehement, dass bisherige Gewissheiten überstimmt werden. Sind einmal vorgefasste Meinungen überwunden, erreichen die Texte Tiefe und Vielschichtigkeit. In den Gedichten nennt Jeschke diese Ebene Herzfleisch. Jeschkes lyrisches Ich verspeise ihr eigenes Herz, heißt es, und bringt den Leser emotional an seines.
In Die Anthologie der Gedichte betrunkener Frauen geht es neben verschwommener Literaturgeschichte oder Erlebnisberichten aus dem Kapitalismus vielfach um Körper, arbeitsmüde Körper oder Roboter-Körper. Jeschkes Ziel scheint zu sein, den Körper zu verlassen, Begrenzungen durch Raserei zu verlassen.
Jeschkes Gedichte bringen bekannte Themen wie Politik, Liebe, Identität und Paarbeziehungen in eine neue geschlechtsübergreifende Perspektive. Soft ist Jeschkes Adjektiv für die Zukunft, für einen feinsinnigen Umgang miteinander. Sie plädiert damit für eine Gesellschaft ohne Gender-Wars, ohne vorgegebene Identitäten, als „self-identifying“ Person. In dem Band geht es viel um unsichere Identitäten.
Im selben Gedicht überlässt es Jeschke dem Leser, welche Identitäten die Ecken dieses Dreiecks darstellt; Frauen, nicht Frauen, Mütter, Mütter, die abgetrieben haben, oder abgetriebene Embryonen.
Mehrere Werke entstanden vor dem Hintergrund des Nationalismus in der europäischen Politik. Jeschke sei am lyrischsten, wenn sie nationalistischen Chauvinismus angreift. Als die Neue Rechte europaweit einen Aufschwung erfuhr, schrieb Jeschke ein unbetiteltes Gedicht mit dieser finalen Strophe:
Das Gedicht namens „Eurotrash“ thematisiert das Brexit-Referendum. Eine Ausländerin, „ein monströses jungfräuliches Arschloch … eindeutig betrunken, definitiv aus der EU“, liefert einen Kommentar zur Politik in Form eines britischen Trinklieds. Man könnte die Sprecherin als Lisa Jeschke selbst verstehen.

## Performances
Jeschke performt seit 2007 u. a. gemeinsam mit Lucy Beynon aus London. Zwischen 2013 und 2018 schrieb und performte das Duo die Stücke: David Cameron [a theatre of knife songs] (2013), The Tragedy of Theresa May (2015) und The Decline and Fall of the Home Office (2018) (deutsch Aufstieg und Fall des Innenministeriums). Mehrere ihrer Performance-Texte sind veröffentlicht worden.
Allen Stücken ist gemein, dass es sich inhaltlich um eine Auseinandersetzung mit der Politik der britischen Tory-Regierungen in diesem Jahrzehnt handelt. Die Herangehensweise ist ironisch und feministisch. Eingebunden werden einzelne Politiker wie David Cameron und Theresa May sowie das Innenministerium. Die Herangehensweise ist nicht realistisch, Handlungen werden gebrochen, Bild und Sprache sind überdreht.
Die Arbeiten von Jeschke und Beynon zeigen einen Weg zur „politische Dichtkunst“ auf. Sie bewegen sich weder vollständig innerhalb noch außerhalb der Umgangssprache. Die Bühnenauftritte gelten als einprägsam. Ebenso wie ihre Texte sind die Performances vielfältig, von obszön über argumentativ, aggressiv, hysterisch.
In Kooperation mit Beynon entstanden auch Videoarbeiten, zum Beispiel Ladies of the Night and the Judiciary A.K.A. Little Stars.

### „David Cameron [a theatre of knife songs]“
Zu deutsch David Cameron [ein theater der messerstecherlieder] ist ein halbstündiges Stück in englischer Sprache. Eine der Performerinnen tritt als ungelernter Kurzzeit-Vertragstänzer auf, der andere Charakter ist namenlos. Die zwei Hauptcharaktere sind zwei gespaltene Hälften einer Einheit. Diese Performance wurde „eine gequälte Meditation“ über politische Gewalt genannt. Gegensätze in psychologischen Haltungen werden herausgearbeitet. Über das gesamte Stück, werden interne Konflikte sprachlich energisch ausgelebt. Grammatikalisch gibt es einen Zerfall „in einen Partikelsturm konkurrierender Zeitmarken.“ (Danny Hayward: wound building). Das Stück stellt die Frage sexualisierter Gewalt als Antwort auf Politik. Der weitgehend sprachlose Kurzzeitvertragstänzer schließt das Stück ab, mit „einer langen und verstörenden Tanzsequenz“. Die Textfassung ist erschienen bei Cambridge: Shit Valley, 2015.

### „The Tragedy of Theresa May“
Zu deutsch Die Tragödie der Theresa May zeigt einen Dialog zwischen Ute, einer professionellen Theresa May-Imitatorin und Volker, ihrem schlecht bezahlten Angestellten und Liebhaber. Ute hält sich beinahe durchgehend eine mürrische Theresa-May-Maske vor das Gesicht. Sie steht aufrecht, während Volker zugleich Mensch und Pferd ist, auf allen Vieren auftritt und gelegentlich wiehert. Das Stück zeigt die Ambiguität des Klassenkampfs im Zeitalter des Abstiegs der Angestellten. Die Textfassung des Stücks ist erschienen bei Cambridge: Tipped Press, 2018.

### Aufführungsorte (Auswahl)
- David Cameron [a theatre of knife songs]: Diskurs Festival Gießen, London, Cambridge, Brighton, Newcastle, Athen
- The Tragedy of Theresa May: Serpentine Gallery London,[26] Cafe Oto London,[27] Cambridge, Berlin, Izmir
- The Decline and Fall of the Home Office: Port Eliot Festival Cornwall, MayDay Rooms London,[28] Schamrock Festival der Dichterinnen München,[18] Berlin, Brighton, Konferenz „Performance and State Violence“ Queen Mary University of London[29]

## Verlag
Im Jahr 2012 gründeten Lisa Jeschke und David Grundy in Cambridge den Literaturverlag Materials/Materialien. Jeschke betreut mittlerweile aus München den deutschsprachigen, David Grundy aus London den englischsprachigen Raum. Veröffentlicht wird „Dichtung, Prosa, Pamphlete und Polemik“.
Der Verlag konzentriert sich auf experimentelle, teilweise auch politische Texte. Sie bewegen sich vornehmlich im literarischen Untergrund. Besondere Aufmerksamkeit liegt auf Arbeiten der Nachfolge des Englisch poetry revival (deutsch etwa Neue britische Lyrik), einer Literaturbewegung der 1960er und 70er. (Zwischen 1975 und 1985 fand das daraus entstandene Cambridge Poetry Festival statt, eine internationale Biennale für Lyrik.) Die Veröffentlichungen werden vornehmlich als Chapbooks herausgegeben, eine kleinformatige Publikation mit wenigen Dutzend Seiten.
Vertretene Autoren sind u. a.: Peter Gizzi, Sean Bonney, J. H. Prynne, Anne Boyer, Robert Creeley (Übersetzung). Seit 2013 werden Lesereihen organisiert. Daran nahmen bereits Künstler wie Verity Spott oder Caroline Bergvall teil.

## Weitere Aktivitäten
Jeschke arbeitet darüber hinaus als Übersetzerin. Sie übersetzt oder co-übersetzt regelmäßig Lyrik und Sachtexte. Im Allgemeinen übersetzt sie vom Deutschen ins Englische. Gedichte von Ulf Stolterfoht übersetzte sie ins Englische.
Jeschke schreibt in verschiedenen Formaten über Lyrik; Essays, Einführungen, Rezensionen.
Die Performance „Erika & Therese GAY AGAIN“ von Theresa Seraphin, Lisa Jeschke und Marie-Kristin Burger sollte im Mai 2020 in der Monacensia stattfinden. Coronabedingt wandelte sich das Projekt in einen Podcast.
Jeschke beteiligte sich 2021 an einem Projekt der Annette von Droste zu Hülshoff-Stiftung, das Autoren darin unterstützt, eigene Künstlerbücher im digitalen Zeitalter zu gestalten. Ebenfalls 2021 war sie am internationalen Ausstellungs- und Publikationsprojekt Illiberal Arts am Haus der Kulturen der Welt Berlin beteiligt.

## Auszeichnungen
- 2020: Bayerischer Kunstförderpreis der Sparte Literatur. Jeschke wurde für den Band Die Anthologie der Gedichte betrunkener Frauen geehrt. Jeschke teilte den Preis mit Lisa Frühbeis.[14]
- 2022/2023: Heinz-Neidel-Forschungsstipendium des Instituts für moderne Kunst Nürnberg[38]

## Schriften
- 2014: Dead Cheap. Face Press, UK 2014 (britisches Englisch).[39]
- 2015: mit Lucy Beynon: David Cameron [a theatre of knife songs]. Hrsg.: Shit Valley. Cambridge 2015 (britisches Englisch).[12]
- 2018: MATERIALS (Hrsg.): The Anthology of Poems by Drunk Women. London 2018 (britisches Englisch).[12]
- 2018: mit Lucy Beynon: The Tragedy of Theresa May. Hrsg.: Tipped Press. Cambridge 2018 (britisches Englisch).[12]
- 2019: hochroth (Hrsg.): Die Anthologie der Gedichte betrunkener Frauen. München 2019, ISBN 978-3-903182-45-5 (deutsch, britisches Englisch).[40]
- 2021: Anarcho-Boys* vs. Anachro-Cavalry Württemberg. In: Earthbound Press (Hrsg.): Volume 2 of the Earthbound Poetry Series 2022. Band 2, Nr. 3. London 29. März 2021 (britisches Englisch).[41][42]

### Wissenschaftliche Publikationen
- mit Adrian May (Hrsg.): Matters of Time. Material Temporalities in Twentieth-Century French Culture. Peter Lang, Oxford 2014, ISBN 978-3-0343-1796-2 (britisches Englisch).[43]
- Bird-Song by Everyone, for Everyone. Poetry, Work and Play in J.H. Prynne’s Prose. in Jo Lindsay Walton, Ed Luker (Hrsg.): Poetry and Work: Work in Modern and Contemporary Anglophone Poetry. Palgrave Macmillan, Cham 2019, ISBN 978-3-03026124-5, S. 105–120 (britisches Englisch).[44]
- mit Holger Pils: Heinrich Mann als Lyriker. in Andrea Bartl, Ariane Martin, Paul Whitehead (Hrsg.): Heinrich Mann Handbuch. Leben – Werk – Wirkung. J. B. Metzler, Part of Springer Nature - Springer-Verlag, Berlin 2022, ISBN 978-3-476-05807-2, S. 33–38.